# A cannes-i fesztivál zsűrielnökei
A cannes-i fesztivál zsűrielnökének minden évben a filmművészet valamely nemzetközileg elismert személyiségét kérik fel. A legutolsó, nem filmes szakmabeli elnök William Styron amerikai író volt 1983-ban; a posztra történt felkérése rendkívüli karrierjének elismeréseként történt.
Az elnökség 1960-as nemzetközivé tétele óta e megtisztelő beosztást csupán egy személyt töltötte be kétszer: Jeanne Moreau 1975-ben és 1995-ben.
| Év   | Név                                             | Foglalkozása                                    | Ország                                          | Megjegyzés     |
| ---- | ----------------------------------------------- | ----------------------------------------------- | ----------------------------------------------- | -------------- |
| 1939 | Louis Lumière                                   | mérnök, feltaláló                               | Franciaország                                   | elhalasztották |
| 1946 | Georges Huisman                                 | filmtörténész                                   | Franciaország                                   |                |
| 1947 | Georges Huisman                                 | filmtörténész                                   | Franciaország                                   |                |
| 1949 | Georges Huisman                                 | filmtörténész                                   | Franciaország                                   |                |
| 1951 | André Maurois                                   | író                                             | Franciaország                                   |                |
| 1952 | Maurice Genevoix                                | író                                             | Franciaország                                   |                |
| 1953 | Jean Cocteau                                    | író, filmrendező                                | Franciaország                                   |                |
| 1954 | Jean Cocteau                                    | író, filmrendező                                | Franciaország                                   |                |
| 1955 | Marcel Pagnol                                   | író                                             | Franciaország                                   |                |
| 1956 | Maurice Lehmann                                 | filmrendező                                     | Franciaország                                   |                |
| 1957 | André Maurois                                   | író                                             | Franciaország                                   |                |
| 1958 | Marcel Achard                                   | író                                             | Franciaország                                   |                |
| 1959 | Marcel Achard                                   | író                                             | Franciaország                                   |                |
| 1960 | Georges Simenon                                 | író                                             | Belgium                                         |                |
| 1961 | Jean Giono                                      | író                                             | Franciaország                                   |                |
| 1962 | Furukaki Tecuró                                 | író                                             | Japán                                           |                |
| 1963 | Armand Salacrou                                 | író                                             | Franciaország                                   |                |
| 1964 | Fritz Lang                                      | filmrendező                                     | NSZK                                            |                |
| 1965 | Olivia de Havilland                             | színésznő                                       | Amerikai Egyesült Államok                       |                |
| 1966 | Sophia Loren                                    | színésznő                                       | Olaszország                                     |                |
| 1967 | Alessandro Blasetti                             | filmrendező                                     | Olaszország                                     |                |
| 1968 | André Chamson                                   | író                                             | Franciaország                                   | félbeszakadt   |
| 1969 | Luchino Visconti                                | filmrendező                                     | Olaszország                                     |                |
| 1970 | Miguel Ángel Asturias                           | író                                             | Guatemala                                       |                |
| 1971 | Michèle Morgan                                  | színésznő                                       | Franciaország                                   |                |
| 1972 | Joseph Losey                                    | filmrendező                                     | Egyesült Királyság                              |                |
| 1973 | Ingrid Bergman                                  | színésznő                                       | Svédország                                      |                |
| 1974 | René Clair                                      | filmrendező                                     | Franciaország                                   |                |
| 1975 | Jeanne Moreau                                   | színésznő                                       | Franciaország                                   |                |
| 1976 | Tennessee Williams                              | író                                             | Amerikai Egyesült Államok                       |                |
| 1977 | Roberto Rossellini                              | filmrendező                                     | Olaszország                                     |                |
| 1978 | Alan J. Pakula                                  | filmrendező                                     | Amerikai Egyesült Államok                       |                |
| 1979 | Françoise Sagan                                 | írónő                                           | Franciaország                                   |                |
| 1980 | Kirk Douglas                                    | színész                                         | Amerikai Egyesült Államok                       |                |
| 1981 | Jacques Deray                                   | filmrendező                                     | Franciaország                                   |                |
| 1982 | Giorgio Strehler                                | színházi rendező                                | Olaszország                                     |                |
| 1983 | William Styron                                  | író                                             | Amerikai Egyesült Államok                       |                |
| 1984 | Dirk Bogarde                                    | színész                                         | Egyesült Királyság                              |                |
| 1985 | Milos Forman                                    | filmrendező                                     | Amerikai Egyesült Államok                       |                |
| 1986 | Sydney Pollack                                  | filmrendező                                     | Amerikai Egyesült Államok                       |                |
| 1987 | Yves Montand                                    | színész                                         | Franciaország                                   |                |
| 1988 | Ettore Scola                                    | filmrendező                                     | Olaszország                                     |                |
| 1989 | Wim Wenders                                     | filmrendező                                     | NSZK                                            |                |
| 1990 | Bernardo Bertolucci                             | filmrendező                                     | Olaszország                                     |                |
| 1991 | Roman Polański                                  | filmrendező                                     | Franciaország                                   |                |
| 1992 | Gérard Depardieu                                | színész                                         | Franciaország                                   |                |
| 1993 | Louis Malle                                     | filmrendező                                     | Franciaország                                   |                |
| 1994 | Clint Eastwood                                  | színész, filmrendező                            | Amerikai Egyesült Államok                       |                |
| 1995 | Jeanne Moreau                                   | színésznő                                       | Franciaország                                   |                |
| 1996 | Francis Ford Coppola                            | filmrendező                                     | Amerikai Egyesült Államok                       |                |
| 1997 | Isabelle Adjani                                 | színésznő                                       | Franciaország                                   |                |
| 1998 | Martin Scorsese                                 | filmrendező                                     | Amerikai Egyesült Államok                       |                |
| 1999 | David Cronenberg                                | filmrendező                                     | Kanada                                          |                |
| 2000 | Luc Besson                                      | filmrendező                                     | Franciaország                                   |                |
| 2001 | Liv Ullmann                                     | színésznő                                       | Norvégia                                        |                |
| 2002 | David Lynch                                     | filmrendező                                     | Amerikai Egyesült Államok                       |                |
| 2003 | Patrice Chéreau                                 | filmrendező                                     | Franciaország                                   |                |
| 2004 | Quentin Tarantino                               | filmrendező                                     | Amerikai Egyesült Államok                       |                |
| 2005 | Emir Kusturica                                  | filmrendező                                     | Szerbia                                         |                |
| 2006 | Vóng Ká-vaj (Wong Kar-wai)                      | filmrendező                                     | Hongkong                                        |                |
| 2007 | Stephen Frears                                  | filmrendező                                     | Egyesült Királyság                              |                |
| 2008 | Sean Penn                                       | filmrendező                                     | Amerikai Egyesült Államok                       |                |
| 2009 | Isabelle Huppert                                | színésznő                                       | Franciaország                                   |                |
| 2010 | Tim Burton                                      | filmrendező                                     | Amerikai Egyesült Államok                       |                |
| 2011 | Robert De Niro                                  | színész, filmrendező                            | Amerikai Egyesült Államok                       |                |
| 2012 | Nanni Moretti                                   | színész, filmrendező                            | Olaszország                                     |                |
| 2013 | Steven Spielberg                                | filmrendező, producer                           | Amerikai Egyesült Államok                       |                |
| 2014 | Jane Campion                                    | filmrendező                                     | Új-Zéland                                       |                |
| 2015 | Joel és Ethan Coen                              | filmrendező-producer páros                      | Amerikai Egyesült Államok                       |                |
| 2016 | George Miller                                   | filmrendező                                     | Ausztrália                                      |                |
| 2017 | Pedro Almodóvar                                 | filmrendező                                     | Spanyolország                                   |                |
| 2018 | Cate Blanchett                                  | színésznő                                       | Ausztrália                                      |                |
| 2019 | Alejandro González Iñárritu                     | filmrendező                                     | Mexikó                                          |                |
| 2020 | A Covid19-pandémia miatt a rendezvény elmaradt. | A Covid19-pandémia miatt a rendezvény elmaradt. | A Covid19-pandémia miatt a rendezvény elmaradt. | [ 1 ]          |
| 2021 | Spike Lee                                       | filmrendező                                     | Amerikai Egyesült Államok                       |                |
| 2022 | Vincent Lindon                                  | színész                                         | Franciaország                                   |                |
| 2023 | Ruben Östlund                                   | filmrendező                                     | Svédország                                      |                |
| 2024 | Greta Gerwig                                    | színésznő, filmrendező                          | Amerikai Egyesült Államok                       |                |